# 风筝 (文学作品)
《风筝》是鲁迅在1925年1月24日写的一篇散文，收錄於1927年出版的《野草》一書。
文章圍繞自己儿时將弟弟的风筝折斷並擲到地上，扼杀了他的爱好。二十年後作者讀到一篇外國文章，知道玩具對兒童的重要性，不免對自己的「精神扼殺」感到懊悔。他想道歉，然而弟弟卻完全忘記了此事，以致他想弥补也不可能。不过据鲁迅弟弟周建人的回忆，他的童年时期并没有发生鲁迅折断风筝的事情，故该文可能并非回忆性文章，而是鲁迅借此阐述自己的教育理念。
此文章在中國大陸被列入教科書。

## 延伸阅读
[在维基数据编辑]
 在维基文库阅读本作品原文